# Bucky Hodges
Temuchin Hodges, detto Bucky (Virginia Beach, 8 agosto 1995), è un giocatore di football americano statunitense attualmente free agent, che ha militato nel ruolo di tight end per i New York Jets della National Football League (NFL). Scelto nel corso del sesto giro (201º assoluto) del Draft NFL 2017 dai Vikings, in precedenza aveva giocato a football per gli Hokies della Virginia Polytechnic Institute and State University.

## Biografia

### Minnesota Vikings
Considerato inizialmente come uno dei migliori tight end selezionabili nel Draft NFL 2017 e pronosticato come una scelta da primo giro, il 29 aprile Hodges venne poi scelto dai Minnesota Vikings come 201º assoluto, nell'ambito del sesto giro, e firmò il suo primo contratto da professionista, un quadriennale da 2,55 milioni di dollari, il 30 maggio 2017.